# Équipe du Vietnam de rugby à XIII
L'équipe du Viêt Nam de rugby à XIII est l'équipe qui représente le Viet Nâm dans les compétitions internationales. Elle regroupe les meilleurs joueurs vietnamiens (ou d'origine vietnamienne) de rugby à XIII.

## Histoire
Au contraire du rugby à XV, introduit par les Français en Indochine, le rugby à XIII, apparu au XXIᵉ siècle, est déconnecté de tout passé colonial au Viêt Nam.
C'est au contraire en Océanie, à travers la diaspora vietnamienne en Australie, que se crée cette sélection. Une sélection composée essentiellement d' « heritage players ».
L'équipe du Viêt Nam devait jouer son premier match en 2020, à l'occasion du « Sydney Nines » (anciennement « Cabrametta International Nines ») un tournoi de rugby à IX.
Mais elle y renonce en raison de la chaleur excessive qui voit les températures atteindre les 45 degrés dans la journée.
Elle fait ses débuts l'année suivante en 2021 dans ce même tournoi.
Les Vietnamiens sont versés dans la poule C, et ils perdent tous leurs matchs, finissant dernier avec zéro point marqué.
Dans le « Bowl » sorte de tournoi de consolation, ils perdent en demi-finales face aux Philippins ( 0-14).

## Divers test-matchs
En décembre 2021, l'équipe rencontre une sélection de Macédoine du Nord.
Il s'agit du premier test-match de son histoire.
Elle est largement battue sur le score de 58 à 0,,.

## Personnalités et joueurs notables
Peu de joueurs émergent pour le moment.
Ils sont essentiellement issus du rugby à XIII amateur australien et d'équipes disputant la « Queensland Cup » (compétition secondaire de rugby à XIII).

## Vidéographie
- Présentation du premier match officiel en anglais (décembre 2021)